# マヒンダ・ラージャパクサ
パーシー・マヒンドラ・“マヒンダ”・ラージャパクサ（シンハラ語: පර්සි මහේන්ද්‍ර "මහින්ද" රාජපක්ෂ, タミル語: பேர்சி மகேந்திரா "மகிந்த" ராசபக்ச, 英語: Percy Mahendra "Mahinda" Rajapaksa, 1945年11月18日 - ）は、スリランカの政治家。同国大統領（第6代: 2005年 - 2015年）、首相（3期目、第18・22・24代）、財務大臣などを歴任した。弟に第8代大統領ゴーターバヤ・ラージャパクサを持つ。
日本語での表記としては、外務省が用いているシンハラ語読みに近いマヒンダ・ラージャパクサ以外に、マヒンダ・ラジャパクサ、マヒンダ・ラジャパクセなどが存在する。

## 来歴
ラージャパクサはハンバントタ郊外の町でシンハラ人仏教徒の両親の息子として生まれた。名はスリランカに仏教を広めたマウリヤ朝のアショーカ王の子マヒンダに因む。彼の父D・A・ラージャパクサはスリランカを代表する政治家で独立運動の指導者のひとりであった。成長したラージャパクサはゴールのリッチモンド・カレッジ、コロンボのサースタン・カレッジとナーランダ・カレッジに学んだ。若い頃にはシンハラ語の映画に出演した経験がある。25歳になった1970年にスリランカ自由党 (SLFP) から国会議員に初当選し、スリランカの国会議員初当選最年少記録を打ちたてた。以降は労働・職業訓練大臣や漁業・水産資源開発大臣を務め、2004年にチャンドリカ・クマーラトゥンガ大統領の下、首相に就任した。

### 大統領

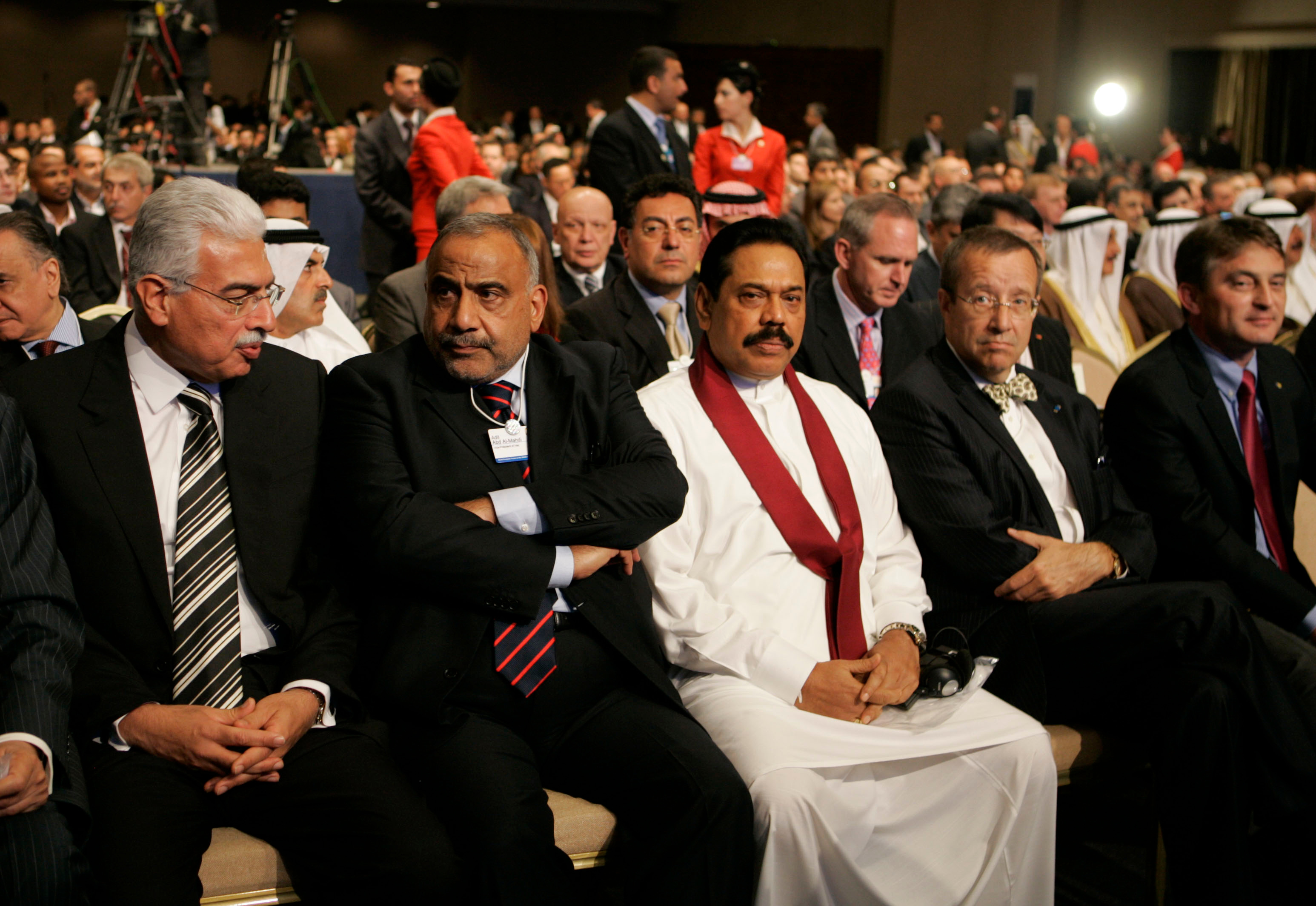
ヨルダンで開催された世界経済フォーラムに参加するラージャパクサ。この直後、LTTEの指導者ヴェルピライ・プラバカランの死亡の連絡が入り、急遽帰国した。

憲法の3選禁止条項により出馬できないクマーラトゥンガに代わり、後継者として2005年の大統領選に出馬。対立候補のラニル・ウィクラマシンハを50.3%の18万票差の僅差で破り、第6代大統領に就任した。
翌2006年より再燃したスリランカ内戦においては、タミル人武装組織のタミル・イーラム解放のトラ (LTTE) に対して徹底攻撃で臨んだ。LTTEから分離したタミル人民解放の虎 (TMVP) を与党連合の統一人民自由同盟 (UPFA) に引き込んで政府軍と連携させてタミル人武装勢力を分断させ、中華人民共和国とパキスタンから大々的な軍事支援を受けたこともあり、2009年にはLTTEを壊滅させてスリランカ全土の実効支配を回復した。
26年に亘る内戦を終結させた功績を元に、2010年には任期を短縮しての早期選挙を実施。1月26日投開票の大統領選挙では同じく内戦終結の功労者であるサラット・フォンセカ前国防次官を破り、再選を果たした。同年、国会の解散総選挙を行い、UPFAは225議席中144議席と大勝した。さらに、選挙後の入党者を含め161議席を占めた。こうした圧倒的な人気を背景に、同年10月には大統領の3選禁止などを撤廃する憲法修正案を可決させた。
2011年には前政権から中国の支援を得て建設された劇場をマヒンダ・ラージャパクサ劇場に改称した。
2007年12月と2013年3月12日に訪日している。
2014年11月、再び任期を短縮しての早期選挙に挑むも、与党SLFPの幹事長で保健大臣のマイトリーパーラ・シリセーナが政権を離脱、新民主戦線 (NDF) より野党統一候補として立候補する事態となり、2015年1月8日の投開票においてシリセーナに敗れた。敗北の理由としては、前述の3選禁止条項の撤廃に加え、親族を要職につかせるなど縁故主義的で独裁的な体制が、有権者からの反発を招いたとされている。

### 大統領退陣後
ラージャパクサ政権からシリセーナ政権への移行は平和的に行われた。一方で2015年1月に、選挙戦の終盤に敗色濃厚が伝えられたラージャパクサが、開票前に軍や警察にクーデターを要請したという疑惑や、政権時代に進められたロータス・タワー、マッタラ・ラージャパクサ国際空港、ハンバントタ港、高速道路の建設といった大規模プロジェクトについても、汚職疑惑が取り沙汰された。また、インフラストラクチャー整備の資金は外国からの有償資金援助で賄われたため、スリランカの国家債務が急激に増加、2018年には、完済までに400年もかかるという「借金漬け外交」に陥る状況を生み出した。
2015年8月の国会選挙においては、UPFAの事実上のリーダーとして復権を試みるも敗北、議員としての当選は果たしたものの目標としていた首相就任は断念した。SLFPの主導権もシリセーナに奪われたが、その後もSLFP内のラージャパクサ派を通じて影響力を保ち、さらに2018年2月の地方自治体選挙では政権への批判票を集める形で自身が主導するスリランカ人民戦線 (SLPP) を大勝させるなど、再び政治の表舞台へと返り咲いた。

#### 2018年の政変
2018年10月26日には、シリセーナ政権における大統領と首相のウィクラマシンハの対立を受ける形で、突然の首相再任を果たした。しかしこの再任については、2015年の憲法改正により大統領の首相解任権が失われていたため、ウィクラマシンハ側がこの首相交代を認めない意向を示した。10月29日にはさらに財務大臣に任命され、兼任することとなった。だが国会からの反発は大きく、11月14日に不信任決議を可決された。このときシリセーナ大統領が発声による採決を行ったのは手続き上問題があると指摘したため、国会はさらに11月16日に改めて不信任決議を可決している。
12月3日、裁判所はラージャパクサに対して首相職務を12月12日まで停止するよう命じた。最終的に12月15日、ラージャパクサは首相を辞任すると表明し、翌16日にウィクラマシンハがシリセーナ大統領より再び首相に任命されたことで、二人が同時に自らを首相と主張する異常事態はひとまず収束した。

### 3度目の首相
2019年の大統領選においては、ラージャパクサはSLPPの大統領候補として弟のゴーターバヤ・ラージャパクサを擁立した。前年の政変で評価を落とし政権運営も行き詰まっていたシリセーナは大統領選を辞退。SLFPもゴーターバヤ支持に周り、11月17日の投票でゴーターバヤは勝利を収めた。マヒンダは、第8代大統領となったゴーターバヤにより、11月20日に改めて新首相に指名された。2020年8月5日の総選挙では党首としてスリランカ人民戦線を率い、225議席中145議席を獲得し3分の2に迫る圧勝を果たした。2020年12月の時点では財務大臣、都市開発住宅大臣を兼任する。
2022年に発生した経済危機において、政府への大規模な抗議デモが相次いだことを受け、同年5月9日に首相を辞任した。

## 親族
政治家の家系であり、夫人との間には3人の子を持つ。大統領時代には親族をたびたび要職に取り立てていた。以下に著名な親族を示す。
- チャマル・ラージャパクサ（英語版） - 兄。灌漑水管理省大臣／農業開発省大臣／港湾航空省大臣
- ゴーターバヤ・ラージャパクサ - 弟。第8代大統領、国防・都市開発省次官[26]
- バジル・ラージャパクサ - 弟。財務大臣
- ナマル・ラージャパクサ（英語版） - 長男。青年・スポーツ大臣[1]